# ريكي بيرنز
ريكي بيرنز (بالإنجليزية: Ricky Burns)‏ (ولد: 13 أبريل 1983 في اسكتلندا - )؛ هو ملاكم محترف بريطاني يصنف ضمن فئة الوزن الخفيف. حقق بطولة رابطة الملاكمة العالمية وبطولة منظمة الملاكمة العالمية.

## إحصائيات
خاض خلال مسيرته 54 نزالا، فاز في 45 وتعادل في 1 وخسر في 8. فاز بالضربة القاضية في 17 نزالا.

## وصلات خارجية
- ريكي بيرنز على موقع بوكس ريك (الإنجليزية) (registration required)

- الموقع%20الرسمي